# Лінійні кораблі типу «Дюнкерк»
Лінійні кораблі типу «Дюнкерк» (фр. Bâtiment de ligne Dunkerque) — тип лінійних кораблів французького флоту часів Другої світової війни. Побудовано 2 одиниці: «Дюнкерк» (фр. Dunkerque) та «Страсбург» (фр. Strasbourg).
Побудовані в 1930-х роках та були першими швидкісними лінкорами. «Дюнкерк» будувався для протистояння німецьким кишеньковим лінкорам типу «Дойчланд» в умовах обмежень Вашингтонської угоди та жорсткої економії коштів. Тому його стандартна водотоннажність склала 26 500 т, навіть менше, ніж 35 000-тонний ліміт Вашингтонської угоди. «Дюнкерк» мав оригінальне розташування головної артилерії — вісім 330-мм гармат, розміщених у носі у двох чотиригарматних баштах.
Після оголошення Італією про будівництво лінкорів типу «Літторіо» стандартною водотоннажністю 35 000 т, депутатами французького парламенту були виділені кошти на будівництво другого лінкора — «Страсбурга». Для протистояння потужнішим гарматам італійських лінкорів бронювання «Страсбурга» було посилено.
З початком Другої світової війни «Дюнкерк» та «Страсбург» разом з кораблями Британського Королівського флоту охороняли морські шляхи в Атлантиці від німецьких рейдерів. Після капітуляції Франції лінкори залишалися в Мерс-ель-Кабірі. Під час спроби британської ескадри примусити здатися кораблі вішиської Франції, щоб запобігти здачі їх Німеччині, обидва лінкора прорвали блокаду та перейшли в Тулон. Там у листопаді 1942 року вони і були затоплені французькими екіпажами.
Спеціалістами лінкори типу «Дюнкерк» оцінюються досить неоднозначно. Вони гарно виглядали на тлі лінкорів часу Першої світової війни, але при порівнянні з пізнішими швидкісними лінкорами типів «Літторіо», «Бісмарк» та «Айова» мали замалий калібр гармат та досить слабке бронювання. Тому завдяки високій швидкості та досить потужному озброєнні деякі спеціалісти відносять їх до лінійних крейсерів.

## Історія розробки
Займаючи на початку 20-го сторіччя друге місце після британського флоту, Франція не змогла утримати лідируючих позицій та у першу світову війну вступила з недостатньою кількістю сучасних кораблів. Були відсутні лінійні та швидкісні легкі крейсери. А найновіші лінкори типу «Курбе» з 12 305-мм гарматами значно поступалися супердредноутам Британії, США та Японії з гарматами калібру 343-381-мм. 1912 року було прийнято новий Морський закон, згідно з яким флот Франції у 1922 році повинен був складатися з 28 дредноутів та лінійних крейсерів. Під час світової війни в дію увійшли три лінкори типу «Прованс» з 10 340-мм гарматами. Але будівництво лінкорів типу «Нормандія» з 12 340-мм гарматами в чотиригарматних баштах було призупинено, тому що всі сили були віддані сухопутному фронту. А лінійні крейсери навіть не закладалися. Після війни економіка Франції була заслабка, тому недобудовані корпуси лінкорів типу «Нормандія» були здані на злам, окрім «Беарна», який був добудований як авіаносець.
На Вашингтонській конференції 1921 року щодо обмеження морських озброєнь був встановлений ліміт водотоннажності нових лінкорів в 35 000 т. Престижу Франції було завдано удару. Згідно з угодою лінійний флот Франції був прирівняний до флоту Італії та обмежувався 175 000 англійських тонн. Єдине, чого домоглися французькі переговорники, це те, що поки до 1930 року для інших країн діяли «лінкорні канікули» й нові лінкори не будувалися, Франція мала можливість почати будівництво по одному лінкору в 1927 та 1929 роках.
У 1924 році Франція розпочала готувати нову кораблебудівну програму. Запропонований флотом «Морський статут» згідно з яким кожний рік повинні були будуватися кораблі сумарною водотоннажністю 40 000 т. Але він не був прийнятий парламентом, який хотів кожний рік затверджувати нове будівництво. Фактично наприкінці 1920-х та на початку 1930-х років будівництво в середньому склало близько 33 000 т. Спочатку зусилля були зосереджені на будівництві крейсерів та есмінців, але у 1926 році, коли три найновіші лінкори типу «Прованс» досягли десятилітнього віку, Вища Рада флоту замовила Технічній Службі Кораблебудування розробку в межах лінкорної квоти проєкт лінійного крейсера (фр. crosiers de combat). Згідно з завданням він повинен був здатен:
- 1) знищувати 10000-тонні так звані «вашингтонські крейсери»;
- 2) атакувати конвої торгових суден, які захищаються лінкорами зі швидкістю 20-25 вузлів;
- 3) утворювати розвідувальне з'єднання.

Відомостей про цей проєкт зберіглося досить мало. Відомо що до його озброєння повинні були входити 305-мм гармати з початковою швидкістю снаряда 965 м/с та дальністю стрільби 44 000 м. Вони повинні були розташовуватися в чотиригарматних баштах. Допоміжна артилерія повинна була складатися з 130-мм універсальних скорострільних гармат. Крейсер мав нести аж вісім гідролітаків і по одній катапульті в носі та кормі. Бронювання було досить слабким і розраховувалося на протистояння 203-мм снарядам з початковою швидкістю 850 м/с. Найімовірніше товщина броньового поясу не повинна була перевищувати 110 мм. Враховуючи невелику ширину корпусу протиторпедний захист теж повинен був бути досить слабким. Енергетична установка повинна була складатися з комбінації парових турбін та дизельних двигунів економічної ходи.
| Характеристики 17 500-тонного лінійного крейсера | Характеристики 17 500-тонного лінійного крейсера |
| Характеристика                                   | Значення                                         |
| ------------------------------------------------ | ------------------------------------------------ |
| Стандартна водотоннажність                       | 17 800 т (17 500 ts)                             |
| Довжина × ширина                                 | 195×24,5 м                                       |
| Головний калібр                                  | 2×4 305 мм.                                      |
| Допоміжний калібр                                | 130 мм                                           |
| Бронювання                                       | проти 203-мм снарядів                            |
| Швидкість                                        | 34-36 вузлів                                     |

У 1928 році Німеччина оголосила про будівництво броненосців типу «Дойчланд», які при стандартній водотоннажності 10 000 т мали на озброєнні 280-мм гармати. Французькі кораблебудівники припинили працю над 17500-тонним крейсером та почали розробку низки нових проєктів. Для протистояння 280-мм гарматам треба було збільшити товщину броні до 203—305 мм. Аби знищувати німецькі кораблі якомога меншою кількістю снарядів головний калібр мав складати 305—330 мм. Розглядалися крейсери водотоннажністю 25 000 — 35 000 т, швидкість яких було зменшено в порівнянні з 17500-тонним проєктом.
Ще в 1927 році в Женеві на конференції щодо обмеження морських озброєнь Британія запропонувала будувати лінійні кораблі з 305-мм гарматами та водотоннажністю не більше 25 000 т. Франція та Італія не погодилися на ці пропозиції, але основні зусилля французьких кораблебудівників були зосереджені на проробці варіанта водотоннажністю в 25 000 т з 305-мм гарматами. 1930 року цей проєкт було завершено і він поступив на розгляд Вищої Ради флоту.
| Характеристики лінійного крейсера 1930 року | Характеристики лінійного крейсера 1930 року |
| Характеристика                              | Значення                                    |
| ------------------------------------------- | ------------------------------------------- |
| Стандартна водотоннажність                  | 25 400 т (25 000 ts)                        |
| Довжина×ширина                              | 203×27,5 м                                  |
| Головний калібр                             | 2×4 305 мм.                                 |
| Допоміжний калібр                           | 130 мм                                      |
| Бронювання борту                            | 215—230 мм                                  |
| Бронювання палуби                           | 100—130 мм                                  |
| Швидкість                                   | 29-30 вузлів                                |

При обговоренні цього проєкту було вирішено для скорочення броньової цитаделі обидві башти розташувати в носі, як на британському «Нельсоні». Бронювання борту повинно було протистояти 280-мм снарядам. Бронювання палуби повинно було витримувати вибух 500-кг бомби скинутої з 3000-метрової висоти, а протиторпедний захист повинен був витримувати вибух торпеди з 300-кг зарядом нижче ватерлінії на 3,5 м. Ці вимоги і були закладені в проєкт «Дюнкерка».
Найбільшою проблемою став перехід на гармати 330-мм калібру, задля чого прийшлося збільшити водотоннажність до 26 500 т. Проєкт було закінчено в 1931 році. Французький парламент сильно заперечував проти цього проєкту, не розуміючи чому для протидії 10 000-тонним німецьким кораблям потрібно будувати корабель в два з половиною рази більшою водотоннажністю та чому уряд не хоче дочекатися наміченої на 1932 рік нової конференції щодо роззброєння. Після численних суперечок парламент затвердив 19 липня 1931 року будівництво «Дюнкерка». Але кошти на будівництво було виділено лише в грудні. 27 квітня 1932 року на засіданні Вищої Ради флоту затвердили будування нового лінкора, який повинен був отримати назву «Дюнкерк» (фр. Dunkerque). Франція наголосила, що розпочала будувати лінкор з водотоннажністю і калібром гармат нижче дозволених Вашингтонським договором межею, і сподівалася, що її прикладу наслідують й інші країни.
| Остаточні характеристики проєкту «Дюнкерка» | Остаточні характеристики проєкту «Дюнкерка»                              |
| Характеристика                              | Значення                                                                 |
| ------------------------------------------- | ------------------------------------------------------------------------ |
| Водотоннажність стандартна/повна, т         | 26 925 / 36 270                                                          |
| Довжина×ширина×осадка, м                    | 209,1×31,08×9,63                                                         |
| Озброєння                                   | 8×330 мм/52 (2×4) 16 130 мм/45 (3×4, 2×2) 8×37 мм (4×2) 32×13,2-мм (8×4) |
| Потужність на валах, к.с.                   | 103 860                                                                  |
| Швидкість, вузлів                           | 29,5                                                                     |
| Бронювання, мм                              | пояс 250 верхня палуба 130                                               |

## Конструкція

### Корпус та надбудова

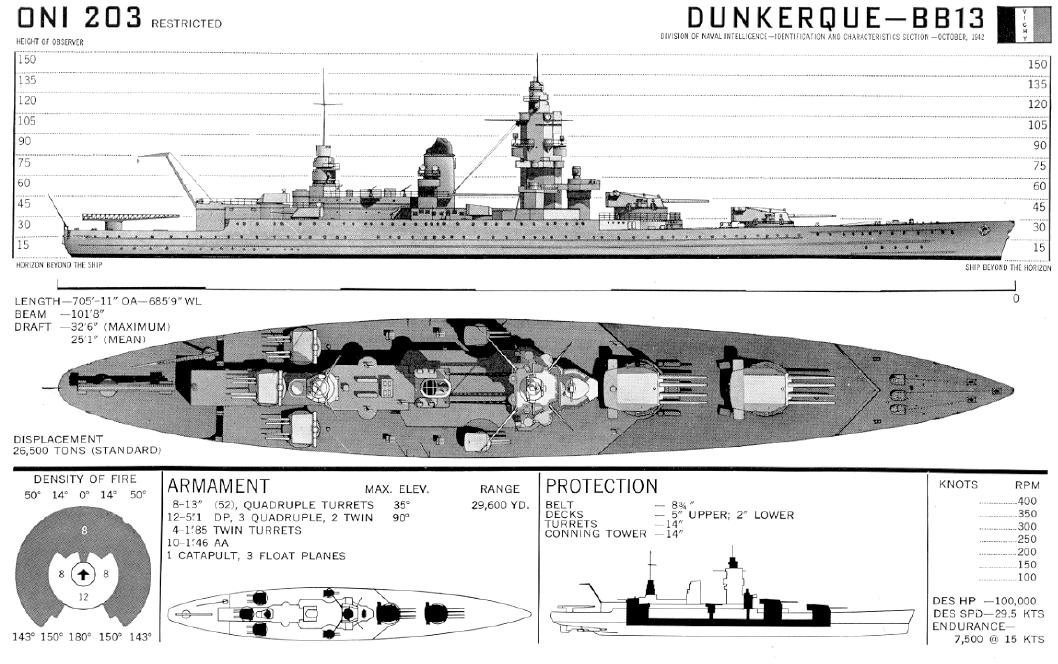
Схема лінкору «Дюнкерк»

На відміну від лінкорів першої світової війни до проєктування нових лінкорів французькі кораблебудівники підійшли більш ретельно. Задля високої швидкості, відмінної мореплавності та міцності корпусу була збільшене відносне подовження корпусу, збільшена висота борту. При формуванні обводів корпусу широко використовувалися випробування моделей в басейні і складні математичні розрахунки, що дозволяли конструкторам визначити оптимальне поєднання форми і відносних розмірностей підводної частини корпусу з точки зору отримання максимальної швидкості при найменшій потужності двигуна. Для зменшення гідродинамічного опору в носовій підводної частини «Дюнкерка» використали буль. Електрозварювання використовувалася не тільки на другорядних місцях, але й в елементах поздовжнього набору, протиторпедних та поперечних перегородках. Використання електрозварювання дозволило прискорити будівництво та зекономити вагу.
Система набору була комбінована, поперечно-поздовжня. Поперечний набір використовувався на броньових палубах, а бортова обшивка була з поперечно-поздовжня набором. Головна тримальна палуба та подвійне дно та інші частини мали поздовжній набір. У підводній частини для протидії вибухам між шпангоутами встановлювалися невеликі поздовжні балки.
Зовні корпус «Дюнкерка» також сильно відрізнявся від попередніх французьких кораблів з їхніми тупими форштевнем та довгим півбаком і горизонтальними палубами. На новому лінкорі з'явився досить помітний підйом верхньої палуби до носа та спардек. Форштевень отримав витончений нахил вперед — так званий «кліперській ніс».
При проєктній осадці діапазон остійності становив 64,33°, запас плавучості — 28160 т, а метацентрична висота при нормальній водотоннажності 30 750 т дорівнювала 2,62 м.
Характерною відзнакою цих кораблів була висока вежеподібна носова надбудова. На її вершині були встановлені три директори управління артилерією, які незалежно оберталися навколо центральної осі. На даху верхнього зенітного директора було встановлено невеличкий флагшток. Особливий склад до високо розташованих бойових постів доставляв ліфт, розміщений усередині надбудови. Кормова надбудова була значно меншою, лише з двома директорами, невеличкою рубкою та грот-щоглою.
Розміщені на палубі спардеку з боків носової надбудови шлюпки стояли на невеликих візках, що переміщалися по рейках до двох великих вантажних стріл для спуску та підйому шлюпок. Ще декілька шлюпок стояло за носовою надбудовою, на палубу вище спардека. З боків труби на шлюпбалках спардеку висіли два невеликих роз'їзних вельбота.
На «Дюнкерку» було сім бойових прожекторів — три на рівні сигнального містка носової надбудови та чотири навколо димової труби. На «Страсбурзі» їх було на один менше — два на майданчиках попереду носової надбудови трохи нижче сигнального містка та ще чотири навколо димаря.

### Бронювання
|  |

При проєктуванні схеми бронювання французькими кораблебудівниками використовувалася концепція зони невразливості. Для 280-мм німецького снаряда розраховувалися дві дистанції. При збільшенні дальності стрільби швидкість снаряду падала, він влучав у борт не під прямим кутом, проходячи більшу товщину броні і тому починаючи з якоїсь дистанції він вже не мав змоги пробити бортову броню. Це була перша дистанція. При подальшому збільшенні дистанції зростав кут падіння снарядів на палубу і вони починали її пробивати. Це була друга дистанція. Теоретично маневруючи в межах цих двох дистанцій корабель був невразливим до вогню противника, тому ця зона і була названа зоною невразливості. Проти 280-мм німецьких снарядів з початковою швидкістю 855 м/с зона невразливості для «Дюнкерка» становила від 16 000 до 28 300 м, при куті цілі 90°. «Страсбург» мав більшу товщину броні, тому його зона невразливості була значно ширша — від 12 900 до 28 400 м.
Після ретельних досліджень замість вертикального було застосовано похилий пояс, для збільшення товщини, яку проходить снаряд в броні. 126-метровий похилий внутрішній пояс замикався двома броньовими палубами, нижня з яких була карапасною, утворюючи «броньовий ящик». Пояс «Дюнкрека» виготовлявся з 225-мм броні «класу А» та мала нахил назовні 11,3°. «Страсбург» мав 283-мм броню. Пояс виготовлявся з плит завширшки 5,75 м та встановлювався на 16-мм підкладку зі сталі спеціального гарту STS (англ. Special Treatment Steel). Нижче 2,1 м від ватерлінії пояс починав звужуватись до 125 мм (141 мм на «Страсбурзі»).
За задумом конструкторів відсік між броньовим поясом та незахищеним бортом заповнювався водовідштовхувальним матеріалом «Ebonite Mousse», який повинен був розбухати і виштовхувати воду при попаданні снаряда. На практиці ця система захисту так і не була перевірена, тому її ефективність залишилася під питанням.
Кораблі мали три броньових траверзи — на кінцях цитаделі, та в кормі за рульовим приводом. Носовий траверз було розміщено на 18-мм підкладці з STS. Там де траверз захищав від поздовжнього вогню — між протиторпедними переборками, товщина його становила 210 мм (на «Страсбурзі» 260 мм). Зовні протиторпедних переборок, там де був допоміжний захист головного бронепоясу, товщина траверзу становила 130 мм. Двошарові плити носового траверзу проходили від головної броньової палуби до потрійного дна, захищаючи носові погребів головного калібру. Нижня броньова палуба продовжувалася в корму задля захисту рульового приводу та погребів допоміжного калібру, тому кормовий траверз цитаделі складався верхньої та нижньої частин. Верхня частина виготовлялася з 180-мм (210-мм на «Страсбурзі») броні класу А на 18-мм підкладці з STS. Частина траверзу під нижньою броньовою палубою мала товщину 80-мм на обох кораблях. Кормовий траверз захищав рульовий привід та мав товщину 100 мм броні класу А на 50-мм підкладці з STS (на «Страсбурзі» він виготовлявся з цільної 150-мм плити з броні класу А).
Для протиосколкового захисту були розміщені переборки з 18-мм STS — з боків приміщення дизель-генераторів, між 330-мм погребами, перед рульовим пристроєм. В цілому протиосколковий захист був досить слабким. Димоходи котлів на висоті міжпалубного простору над головною броньовий палубою захищалися 20-мм бронею, а отвори в палубі для проходу диму та газів прикривалися броньованими колосниками. Плити з 20 мм STS використовувалися для головних поздовжніх перегородок і деяких поперечних між бронепалубами. Носова частина надбудови від дії дульних газів при стрільбі 330-мм гармат обшивалася 111-мм плитами з STS.
Для захисту від бомб було застосовано дві броньові палуби. Верхня головна плоска головна палуба виготовлялася з броні класу В, мала товщину 115 мм над механізмами, та 125 мм над погребами і розташовувалася на 15-мм підкладці з STS. Нижня палуба була горизонтальною між протиторпедними переборками й шла за 1,1 м над ватерлінією, а від переборок до головного бронепоясу йшла зі скосом, під кутом 54° до горизонталі. Плоска її частина була 40 мм завтовшки, а скоси — 50 мм. В носовій частині броньова палуба була відсутня. Але в кормі для захисту рульового приводу нижня бронепалуба подовжена й мала 100-мм товщину зі скосами над валами. Над рульовим пристроєм додавалася ще 50-мм плита з STS. На «Страсбурзі» тут була використана єдина броня завтовшки 150 мм. Наявність броньових скосів частково компенсувала відсутність у цьому місці поясної броні.
Лобові плити башт головного калібру мали товщину 330-мм (на «Страсбурзі» 360 мм), боки мали товщину 250 мм, тильні частини для зрівноважування мали 345 мм товщину, дах 150 мм (355 мм та 160 мм відповідно на «Страсбурзі»). Усередині башти, поділяючи її навпіл на дві «напівбашти» йшла поздовжня переборка.
Барбети башт над головною бронепалубою мали товщину 310 мм (340 мм на «Страсбурзі») на підкладці з двох шарів STS по 15 мм. Між бронепалубами барбет захищався 50 мм STS. Барбет виходив за межі лобових плит башт і в цьому місці захищався горизонтальним двошаровою бронею — 100 + 50 мм на «Дюнкерку», та 135+50 мм на «Страсбурзі». Підлога башт за межами барбету захищалася двошаровою бронею 50+50 мм.
Башти допоміжної артилерії мали лоб 135 мм, боки та дах 90 мм, тил 80 мм (90 на «Страсбурзі»). З 200 т маси башти 165 т приходилося на броню. Це було досить спірне рішення, тому що від снарядів великого калібру її було недостатньо, а через велику вагу вони були малорухливими та неефективними проти літаків.
Лоб та тил бойової рубки був 220 мм, боки 270 мм, та два шари підкладки по 15 мм. Дах 130 мм та два шари підкладки по 10 мм. Зверху рубки був виступ для спеціальних спостережних постів з товщиною стін і даху 150 мм Комунікаційна труба від рубки до головної бронепалуби складалася з 160-мм броньових плит. Труба від рубки до командно-далекомірних постів мала тільки 30-мм товщини.

### Протиторпедний захист
Для розробки системи протиторпедного захисту (ПТЗ) були проведені натурні експерименти з моделлю ПТЗ в масштабі 1:10. Випробування показали ефективність набору поздовжніх відсіків, відповідним чином розділених поздовжніми і поперечними перегородками. Необхідна глибина системи підводного захисту у міделя за 3,5 м нижче проєктної ватерлінії при цьому повинна бути не менше 7 метрів. Надалі прийшлии до висновку, що великі зовнішні відсіки, в яких повинна поглинатися велика частина енергії вибуху, слід заповнити в'язкою гумоподібною речовиною, названою «Ebonite Mousse». Ця речовина мала питому вага всього 0,07-0,1 г/см³, не вбирала морську воду навіть при високому тиску та могла поглинати також частину енергії вибуху. Французи сподівалися, що застосування «Ebonite Mousse» зменшить ризик несиметричного затоплення відсіків. Експерименти з підводними вибухами, проведені в травні 1934 року у Лоріена з моделлю в масштабі 1:4 в цілому підтвердили розрахунки та результати випробувань моделі масштабу 1:10.
Система ПТЗ мала глибину 7 м на міделі, 5,56 м біля другої башти ГК, та 3,75 м біля першої. Товщина протиторпедної перегородки (ПТП) була 30 мм, а в краях корпусу, де глибина ПТЗ була замала, товщина переборки сягала 40-50 мм. Трьома поздовжніми перегородками завтовшки 64, 74 та 84 мм ПТЗ поділялася на чотири відсіки. В останньому головному водонепроникному відсіку броньовий цитаделі число переборок зменшувалося до двох.
Матеріалом «Ebonite Mousse» заповнювалися зовнішні відсіки по довжині цитаделі і відсіки перед ПТП в районі башт ГК і 4-гарматних 130-мм башт. Погреби головного та допоміжного калібру захищалися потрійним дном утвореним 30-мм плитами. Решта цитаделі захищалася подвійним дном заввишки 1,1 м. Іноземні фахівці завжди досить шанобливо висловлювалися про системи ПТЗ французьких великих кораблів, але відзначали що використання водовідштовхуючого матеріалу не дозволяло використовувати контрзатоплення відсіків для виправлення крену після вибуху.
«Дюнкерк» мав досить хороші характеристики остійності, зберігаючи метацентріческая висоту позитивною при затопленні двох будь-яких головних водонепроникних відсіків.

### Озброєння

#### Головний калібр
Головний калібр складався з восьми 330-мм гармат моделі 1931 року з довжиною ствола 52 калібри. Вони розташовувалися в двох носових чотиригарматних баштах перед надбудовою. Таке розміщення артилерії було зумовлено технічними та тактичними міркуваннями. За рахунок використання чотиригарматних башт суттєво заощаджувалася вага. Двогарматна 330-мм башта важила 1560 т (780 т на гармату), тригарматна — 1940 т (647 т), а чотиригарматна — 2260 т (лише 565 т на гармату). Використання двох чотиригарматних башт дозволило заощадити 27,6 % ваги у порівнянні з чотирма двогарматними баштами. Розміщення башт тільки в носі дозволяло зменшити довжину цитаделі, що дозволило заощадити приблизно 125 тонн. З тактичних міркувань кораблі розраховувалися на переслідування німецьких рейдерів, тому розміщення всієї артилерії в носовому секторі було величезним плюсом.
Розсередження двогарматних башт мало перевагу в тому, що їх було важче вивести з ладу — при розміщенні гармат в чотиригарматних баштах влучним пострілом з ладу могли вийти одразу чотири гармати. Для вирішення цієї проблеми башта була поділена броньовою перегородкою на дві «напівбашти», по дві гармати в кожній. Кожна «напівбашта» мала окремий погріб та систему подачі боєзапасу, а погреби двох башт були рознесені на 10,1 м. Снарядний та зарядний погреби розташовувалися на одному рівні — зарядні перед снарядними, замість звичного двоярусного розташування. Але конструкторам не вдалося забезпечити незалежну вертикальну наводку для кожної гармати, тому що діаметр барбета становився дуже великим і обидва стволи кожної «напівбашти» знаходилися в одній колисці.
Гармата мала можливість робити постріл кожні 22 секунди. Бронебійний снаряд масою 560 кг з зарядом 20,3 кг вибухівки мав початкову швидкість 870 м/с. Це дозволяло йому пробити вертикальну броню завтовшки в 342 мм на відстані 23 000 м. Максимальна дальність стрільби 41 700 м. Максимальний кут піднесення 35°, а кут зниження становив −5°. Заряджання проводилося при любому куті піднесення. Затвор системи Велина, гідро-пневматичний. Привід башт був електричним, а максимальна швидкість горизонтального наведення становила 1,5°/с.
Для управління стрільбою використовувався один командно-далекомірний пост (директор) з 12-метровим далекоміром, розташований в закритій вежі нагорі носової надбудови. У разі виходу його з ладу використовувалися далекоміри у баштах головного калібру, які дозволяли вести індивідуальну стрільбу баштами, але з меншою ефективністю.

#### Допоміжний калібр
Допоміжна артилерія складалася з 16 130-мм гармат моделі 1932 року з довжиною ствола 45 калібрів. Ці гармати спеціально проєктувалися для «Дюнкерка» та стали першими універсальними гарматами на капітальному кораблі у світі. З метою зекономити вагу та простір їх розташували у трьох чотиригарматних та двох двогарматних баштах. У кормі трикутником були розташовані три чотиригарматні башти, а двогарматні башти розташовувалися по бортах між димарем та носовою надбудовою. Допоміжний калібр не мав змоги вести вогонь в невеличкому носовому секторі.
Гармати розвивали скорострільність від 10 до 12 пострілів на хвилину, чого вже було замало для стрільби по літаках. Максимальна дальність стрільби при підвищенні 45° складала 20 870 м, досяжність по висоті 12 000 м. Башти мали кути підйому в межах від −10° до +75°. Швидкість вертикального наведення становила 6°/с. Як і на баштах головного калібру, чотиригарматні 130-мм башти поділялися на дві «напівбашти», з двома стволами в одній колисці. На відміну від 130-мм гармат моделі 1924 року було використано ковзаючий клиновий затвор, скопійований у німців. Це дозволяло використовувати роздільно-гільзовій або унітарний боєзапас, але вимога веденню вогню на великих кутах призвела до дуже складного зарядного механізму, який на службі мав тенденцію до відмови.
Кожна башта мала два окремих підйомника для зенітних та протикорабельних снарядів, що дозволяло швидко переходити з одного типу снарядів на інший. Кормові башти розташовувалися над своїми погребами, але двогарматні були за 30 м від своїх, тому вони були обладнані складною системою подачі боєзапасу. Двогарматна башта важила 68,4 т, включаючи 46 т броні що оберталася, а чотиригарматна — 200 т (165 т броні, що оберталася), а разом з барбетом 319 т.
Управління вогнем по надводних цілях велося за допомогою двох 25-тонних командно-далекомірних постів з 8-метровими далекомірами: один розташовувався на вежі директора головного калібру на носовій надбудові, інший — на невисокій кормової надбудові. Безпосередньо на них розташовувалися зенітні 20-тонні директори 130-мм гармат з 6-метровими далекомірами. Таке розташування дозволяло вести вогонь одночасно по двох надводних, та двох повітряних цілях. Але конструкція дозволяла противнику одним пострілом вивести з ладу всі пристрої керування вогнем. Крім того важкі зенітні директори мали замалу швидкість горизонтального наведення. Чотиригарматні башти мали по 6-метровому далекоміру для ведення індивідуального вогню.

#### Зенітне озброєння
Зенітне озброєння складалося з десяти 37-мм автоматів у спарках та 32 автоматів у чотириствольних установках. Для кінця 1930-х років це біла досить чудова зенітна батарея і не поступалося зенітному озброєнню лінкорів інших країн. Лише у часи війни з'ясувалося що це озброєння не достатньо потужне як за калібром, так і за кількістю.
Дві 37-мм зенітки моделі 1933 року розташовувалися на верхній палубі з боків другої башти головного калібру, дві на палубі надбудови за димарем та одна на ангарі між чотиригарматними 130-мм баштами. Напіатовматична зенітка зі стволом завдовжки 50 калібрів мала скорострільність 85 пострілів на хвилину, а її 0,725-кг снаряди мали початкову швидкість 810 м/с. Боєзапас на ствол дорівнював 1000 снарядів. Були змоги перед війною замінити їх на 37-мм автомати моделі 1935 року з скорострільністю 166—172 постріли на хвилину та з дистанційним силовим керуванням. Але французи не стали виводити з ладу свої єдині боєздатні важкі кораблі, тому плани переозброєння не здійснилися.
З вісьми счетверених 13,2-мм установок Гочкіса шість розташовувалися на палубі спардека, по три на кожний борт, а решта на даху надбудови за димарем. Автомати мали дальність стрільби 7196 м, досяжність по висоті 4200 м та темп стрільби 700 пострілів на хвилину.
Для управління вогнем зенітних автоматів використовувалися розташовані з боків носової надбудови на рівні ходового мостика два директори в башточках з 3-метровими далекомірами. Ще два 2-метрових далекоміра були за димарем на даху надбудови.

#### Авіаційне озброєння
З самого початку проєкт «Дюнкерку» передбачав наявність гідролітаків, що було вперше у світі для капітальних кораблів. Розташування башт головного калібру дозволило без перешкод розмістити в кормі поворотну катапульту для запуску літаків та досить великий ангар. Корабель мав змогу прийняти на борт три поплавкових гідролітака типу «Луар-Ньєпор-130». Два літаки розташовувалися в двоярусному ангарі, ще один на катапульті. Недоліком великого ангара було зменшення кутів обстрілу бортових чотиригарматних 130-мм башт.

#### Радар
Попри те, що розробка радіолокатору у Франції почалася ще у 1933 році, зусилля були зосереджені на сухопутних радарах метрового діапазону для виявлення повітряних цілей. До 1939 року навігаційні радари були встановлені на шлюпі охорони рибальства «Вілль д'Іс» для виявлення айсбергів, на торговому судні та на пасажирському лайнері «Нормандія». Роботи над корабельними радарними установками протиповітряного захисту розпочалися лише наприкінці 1940 року.
Для забезпечення кругового пошуку на «Страсбурзі» були встановлені чотири синхронізовані антени на ноках реїв носової надбудови під кутом 45° до діаметральної площини. Випромінюючими були носова антена правого і кормова лівого борту, а дві інші прийомними. Радар міг виявляти літаки, що летять на висоті 1500 м, на відстані до 80 км, а при їх зниженні до 1000 м відстань зменшувалася до 50 км. Якщо ж літак летів на висоті кількох метрів, то дальність виявлення падала до 10 км.
Випробування радара проводилися в липні 1942 року біля Тулона, але їм зашкодили погані погодні умови. А в листопаді 1942 року, після порушення німцями перемир'я та окупації ними південної Франції, праця над радаром припинилася, а більша частка устаткування знищена.

## Енергетична установка
Згідно з розрахунками для досягнення проєктної швидкості 29,5 вузлів при нормальній водотоннажності 31 500 т з половинним запасом палива треба було мати потужність на валах 105 000 метричних к.с. А при форсуванні до 112 500 к.с. забезпечувалася швидкість 30 вузлів.
На «Дюнкерку» використовувалися турбіни системи Парсонса виробництва фірми Електро-Меканік з приводом через одноступінчатий редуктор на чотири гребних вали. Парою їх забезпечували шість високотемпературних котлів з помірно високим тиском пари типу Індре. Котли мали три колектори, центральну систему трубок з двома форсунками і підігрівачами повітря. Тиск пари 27 кг/см² та температура 350 °C.
Енергетична установка була дуже компактною та значно відрізнялася від попередніх проєктів. Головні механізми ешолоніровано розміщувалися в п'яти відсіках загальною довжиною трохи більше 53 метрів. У трьох котельних відділеннях (КВ) розташовувалися по два котли, а у двох машинних відділеннях (МВ) по два турбоагрегати. У першому ешелоні під носовою надбудовою знаходилися КВ № 1 та за ним МВ № 1 з приводом на зовнішні вали. Другий ешелон становили КВ № 2, КВ № 3 та МВ № 2 з приводом на внутрішні вали. Завдяки цьому, та тому що котли мали можливість підключатися до турбоагрегату будь-якого ешелону знижувався ризик втрати ходи при одиночному попаданні. Але внаслідок відсутності системи контр-затоплення виникала можливість несиметричного затоплення великих відсіків, тому відмовились від поздовжніх перегородок по діаметральній площині. Через це будь-яке попадання в котельне або машинне відділення приводило до втрати потужності на одній з пари валів.
Проєктна дальність плавання при крейсерській швидкості 15 вузлів повинна була складати 15 000 миль. Запас палива на Дюнкерку становив 5775 т, а на «Стразбурзі», для компенсації більшої водотоннажності та внаслідок цього більшої витрати палива — 6045 т. Під час прийомних випробувань на мірній милі Пенмарк-Гілвінек «Дюнкерк» показав наступні результати:
| Тривалість випробування                                        | 3 години | 3 години | 3 години | 2 години | 3 години |
| Швидкість, вузли                                               | 17,31    | 20,68    | 25,24    | 28,3     | 30,38    |
| Потужність, к.с.                                               | 13 110   | 25 190   | 52 850   | 81 540   | 113 420  |
| Витрати палива, кг / милю                                      | 352      | 480      | 740      | 1000     | 1362     |
| Розрахункова дальність плавання при запасі палива 5775 т, миль | 16 416   | 12 039   | 7 800    | 5 775    | 4 241    |

Для економії ваги та простору кораблебудівники відмовилися від парових, турбінних та гідроприводів і замість них застосувати електроенергію. Невеличка частина устаткування живилася змінним струмом. Основна напруга в бортовій системі постійного струму — 230 В, а для живлення електроприводів башт головного калібру треба була більша напруга — 460 В. Тому бортові електростанції могли виробляти струм під двома напругами — 230 та 460 В. Усього передбачалося три підстанції. У кожному машинному відділенні стояли дві основні підстанції по два блоки з двох турбогенераторів потужністю по 450 кВт, що в сумі давало 3600 кВт. Запасна підстанція між погребів головного калібру мала три дизель-генератори по 400 кВт. На баку розташовувалися два аварійних дизель-генератори по 100 кВт, але вони могли виробляти лише напругу 230 В. Загальна потужність всіх генераторів становила 5000 кВт.
Кожна з чотирьох підстанцій була автономною. Однак одночасно підстанція мала можливість виробляти лише одну напругу — 230 або 460 В, тому що для цього потрібно було спеціальне послідовне підключення генераторів. У бою лише дві підстанції виробляли струм двох різних напруг, а третя залишалася в резерві.
Для зниження залежності від втрати струму проводка була дубльованою. Тунелі для кабелів проходили з обох бортів від кормового 330-мм погребу до кормового 130-мм, а на випадок їх пошкодження в подвійному дні була третя система проводки. Місця проходження кабелів через перегородки герметизувалися. Мережа правого борту була незалежна від мережі лівого, також як і розводка кабелів по кожній палубі. Приміщення вище верхньої палуби мали окрему мережу.

## Будівництво
| Найменування | Корабельня                           | Дата закладки | Дата спуску на воду | Вхід до ладу флоту | Доля                                                                      |
| ------------ | ------------------------------------ | ------------- | ------------------- | ------------------ | ------------------------------------------------------------------------- |
| «Дюнкерк»    | Арсенал Бреста                       | грудень 1932  | жовтень 1935        | травень 1937       | Затоплений 27 листопада 1942, списаний у 1945, розібраний на брухт у 1958 |
| «Страсбург»  | Chantiers de l'Atlantique, Сен-Назер | листопад 1934 | грудень 1936        | лютий 1939         | Затоплений 27 листопада 1942, списаний у 1945, розібраний на брухт у 1955 |

## Служба

### Мирний час
1 травня 1937 року «Дюнкерк» офіційно увійшов до складу французького флоту. На ньому підійняв свій прапор віце-адмірал Девіц. 17 травня корабель вийшов з Бреста для участі у спітхедському морському параді з нагоди коронації англійського короля Георга VI. 1838 року здійснив похід у Вест-Індію та Дакар. Перейшов до складу Атлантичного флоту та 1 вересня 1938 став флагманом віце-адмірала Марселя Женсуля.
У зв'язку з чехословацьким питанням міжнародна обстановка ускладнилася, а німецькі броненосці («кишенькові лінкори») перебували біля узбережжя Іспанії. Тому 14 квітня 1838 «Дюнкерк» на чолі спеціального загону крейсерів та есмінців вийшов для супроводу навчального крейсера «Жанна д'Арк», що повертався з Вест-Індії. У травні 1939 «Дюнкерк» приймав в Бресті англійський флот Метрополії, а з кінця травня по початок червня взяв участь у спільних маневрах французького атлантичного та англійського флотів. В липні адмірал Женсуль переніс свій прапор на увійшовший до складу флоту «Страсбург». Кораблі несли службу разом, а у серпні 1939 були переведені в стан бойової готовності.

### Початок Другої світової війни
Французькі кораблі у перші місяці війни діяли дуже активно і отримали високу оцінку союзників. 8 листопада 1939 року Вінстон Черчилль сказав в палаті громад: «Я хочу звернути вашу увагу на чудовий внесок у загальну справу французького флоту, який за багато останніх поколінь ніколи не був таким потужним та ефективним, як зараз».
На початку Другої світової війни Британське Адміралтейство мало лише три лінійних крейсери для активної протидії німецьким рейдерам — «кишеньковим лінкорам», тому було дуже зацікавлене в активних діях новітніх французьких швидкісних лінкорів. «Дюнкерк» та «Страсбург» разом з авіаносцем «Беарн», трьома легкими крейсерами та 8 есмінцями утворили у Бресті 1-шу ескадру або Рейдерське з'єднання. Ця ескадра під командуванням віце-адмірала Женсуля була створена для перехоплення «кишенькових лінкорів» та ескортування важливих конвоїв між островом Ушан і Азорськими островами, та островами Зеленого мису і м. Пальма у Гвінейський затоці.
У серпні Англійське і французьке Адміралтейства вирішили створити для перехвату німецьких рейдерів пошукові групи (так звані «кілер груп»). «Страсбург» разом з англійським авіаносцем «Гермес» увійшов до складу з'єднанням «X» (Ікс). Також до неї входили французькі важкі крейсери «Альжері» і «Дюпле» та есмінці. Командувачем групи був французький віце-адмірал Дюплат. Кінець жовтня та весь листопад тривали пошуки «Адмірала Шпее». Було потоплено кілька німецьких торгових суден, але рейдер так і не був знайдений. Наприкінці листопада «Страсбург» на корабельні Бреста пройшов поточний ремонт.
«Дюнкерк» входив до іншої пошукової групи та у жовтні прикривав конвой KJ3 з Кінгстона (о. Ямайка) від його можливого перехоплення іншим «кишеньковим лінкором» — «Дойчландом», який за повідомлення мав бути у Північному морі. 25 листопада «Дюнкерк» з легкими крейсерами «Жорж Лейг» і «Монкальм» та 8 есмінцями приєднався до англійського лінійного крейсера «Худ» та 4 есмінців для спільного полювання на «Дойчланд». Фактично ж з'єднання спробувало перехопити німецькі лінкори «Шарнхорст» та «Гнейзенау», які спробували відволікти союзні сили від «Адмірала Шпее» та 23 листопада потопили допоміжний англійський крейсер «Равалпінді». Погода була штормова і німецьким кораблям вдалося проскочити непоміченими і 27 листопада досягти Вільгельмсхафена. Тому пошук було припинено і 2 грудня «Дюнкерк» повернувся до Бресту.
У грудні «Дюнкерк» займався ескортуванням з Галіфаксу до Лондону конвою з семи пасажирських лайнерів з канадськими військами британського експедиційного корпусу в Європі. На шляху до Канади «Дюнкерк» доставив у Галіфакс 100 т золота у рахунок сплати США за військову техніку.
Перші місяці 1940 року «Дюнкерк» та «Страсбург» базувалися в Бресті, але внаслідок загрози війни з Італією були переведені до середземноморської бази Мерс-ель-Кебір біля Орану в Алжирі під командування адмірала Женсуля. Згідно з планом дій союзників на французький флот покладалася відповідальність за західну частину Середземного моря, а на британський — за східною. Внаслідок відволікання британського флоту на дії біля Норвегії Франція тимчасово отримала відповідальність за все Середземне море. «Дюнкерк» та «Страсбург» базувалися на Мерс-ель-Кебір, а три лінкори типу «Прованс» — на Александрію.
Перед початком війни з Італією британський адмірал Каннінгем отримав підкріплення, «Прованс» і «Бретань» повернулися в Мерс-ель-Кебір, а «Лоррен» залишився в Александрії. Війна почалася 10 червня, тривала лише 15 днів і за цей час «Дюнкерк» та «Страсбург» встигли лише 15 червня вийти на перехоплення нібито прориваючихся через Гібралтар «Шарнхорста» і «Гнейзенау», та 23 червня біля Мінорки допомогли французьким крейсерам, що супроводжували конвой між Ораном та Марселем, відбити атаку італійських крейсерів.
25 червня 1940 після капітуляції Франції було оголошено перемир'я з Німеччиною та Італією. Згідно з умовами перемир'я французькі кораблі повинні були бути демобілізовані, але залишатися під французьким прапором. Згідно з секретним наказом головнокомандувача французьким флотом адмірала Дарлана у разі спроби захоплення Німеччиною або Італією кораблі у будь-якому випадку не повинні цілими потрапити до рук противника — кораблям наказувалося або вийти до США, або затопитися.

### Мерс-ель-Кебір
Після капітуляції Франції британський флот мав перевагу над об'єднаними морськими силами Німеччини та Італії, але ця перевага могла щезнути в разі потрапляння до рук противника сучасних французьких кораблів. Британський уряд вирішив провести операцію по нейтралізації французького флоту під кодовою назвою «Катапульта». Захоплення французьких кораблів в портах Британії та Александрії обійшлося майже без кровопролиття. Найскладнішою була операція по нейтралізації сильного французького з'єднання у базі Мерс-ель-Кебір. В ньому знаходилися лінкори «Дюнкерк», «Страсбург», «Прованс», «Бретань», лідери «Вольта», «Могадор», «Тигр», «Лінкс», «Керсайнт» і «Террібль» та гідроавіаносець «Коммандант Тест». База була прикрита береговими батареями, а на аеродромах поблизу знаходилися 42 винищувачі. В Орані, кілька миль на схід, розташовувалися багато есмінців, сторожовиків та тральщиків.

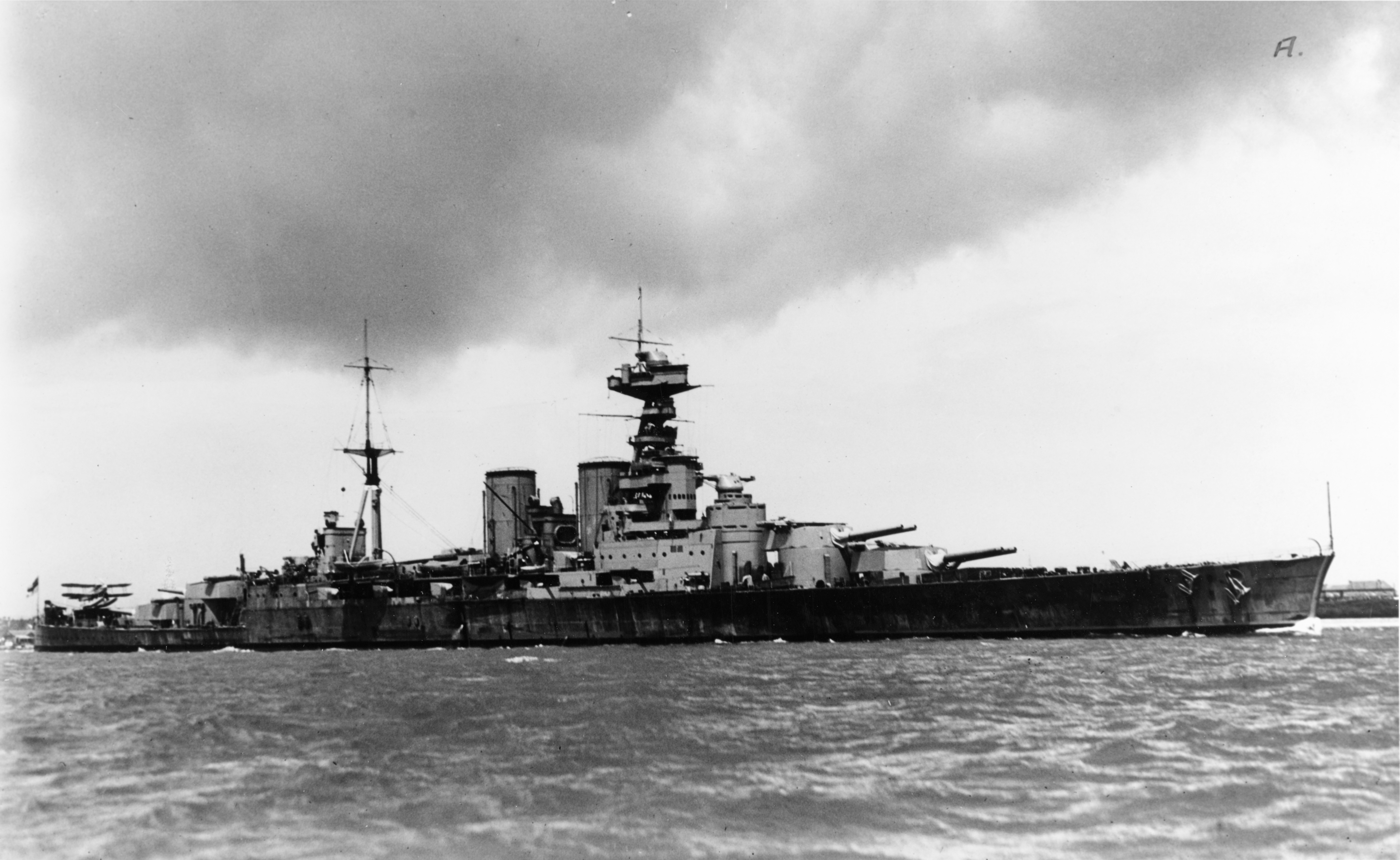
Флагман адмірала Сомервілля лінійний крейсер «Худ»

Для їх нейтралізації вирішено було використати грубу силу і відправити сильну британську ескадру. До з'єднання «Н» (Ейч) адмірала Сомервілля увійшли лінійний крейсер «Худ», лінкори «Резолюшн» і «Веліент» (на кожному з трьох по 8 381-мм гармат), авіаносець «Арк Ройял», легкі крейсери «Аретьюза» і «Ентерпрайз», 11 есмінців. Вони підійшли до Мерс-ель-Кебіру вранці 3 липня 1940 року. О 7 годині за Гринвічем до гавані увійшов есмінець «Фоксхаунд» з кептеном Холландом на борту. Холландом був військово-морським аташе в Парижі і його близько знали багато французьких офіцерів. Він передав на «Дюнкерк» адміралу Женсулю ультиматум. Згідно з ним французькі кораблі повинні були виконати одну з умов:
- 1) вийти в море і приєднатися до британського флоту для продовження боротьби з Німеччиною та Італією;
- 2) вийти в море зі зменшеними екіпажами для проходження в британські порти, де французькі моряки будуть репатрійовані;
- 3) вийти під англійським ескортом із зменшеними екіпажами у французькі порти в Вест-Індії або до портів США, де кораблі будуть роззброєні, а екіпажі репатрійовані;
- 4) затопити кораблі протягом 6 годин.

У разі не виконання однієї з цих умов, британці погрожували використати силу. Перші дві вимоги порушували умови перемир'я з Німеччиною, тому були відкинуті Женсулем одразу. Третій пункт теж майже не розглядався, бо на відповідь захоплення французьких кораблів у портах Британії та Александрії ранком прийшов німецький ультиматум з вимогою під загрозою розриву перемир'я повернути французькі кораблі з Англії. Женсуль передав британському флагманові, що затопити без наказу Дарлана кораблі має право лише у випадку захоплення їх німцями. А отримати наказ було неможливо, тому що французьке адміралтейство того дня переїжджало з Бордо у Віші. Тому на спробу використати британцями силу він відповість силою.
О 10:50 «Фоксхаунд» підійняв сигнал, що Сомервілль не дасть французьким кораблям покинути гавань. А о 12:30 британські літаки скинули на головному фарватері магнітні мини. Термін ультиматуму спливав о 14:00. Адмірал Женсуль спробував ще раз провести переговори, але вони нічим не закінчилися, а о 16:15 Холланд був відкликаний депешею Сомервілля. У тій же депеші встановлювався новий час збігання ультиматуму — 17:30 за британським літнім часом (16:30 за Гринвічем). О 16:25 Холланд покинув «Дюнкерк». Французькі кораблі отримали наказ виходити в море — лінкори колоною, а лідери мали прориватися хто як міг. Тральщики почали розчищати фарватер від мін.
О 16:54 кораблі Сомервілля відкрили вогонь знаходячись за 14 000 м на північ-захід від Мерс-ель-Кебір. Французькі кораблі стояли за молом і перші британські снаряди потрапили в нього. О 17:00 Женсуль віддав наказ відкрити вогонь у відповідь. Гавань була завузька, на що і розраховували британці, тому французькі кораблі могли виходити з неї тільки послідовно. «Дюнкерк» стояв ближче за всіх до моря і вогонь «Худа» зосередився на ньому. Перший снаряд потрапив йому у корму, пройшовши тонкі плити без розриву і вийшов за 2,5 м нижче ватерлінії. Він пошкодив проводку лівого борту, вивів з ладу кран для підйому літаків та викликав затоплення паливної цистерни лівого борту. О 17:03 пошкодження отримав «Прованс» і вимушений був приткнутися до мілини. О 17:07 «Бретань» охопила пожежа, а о 17:09 вона почала перегортатися та вибухнула.

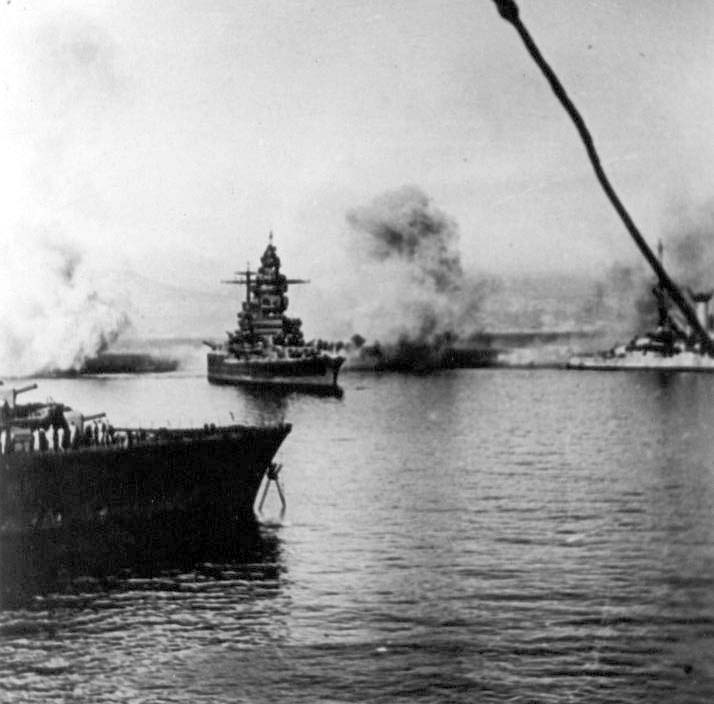
«Страсбург» під вогнем британських лінкорів виходить з гавані Мерс-ель-Кебіру

О 17:10 «Страсбург» вийшов на головний фарватер і попрямував в море 15-вузловою ходою. За ним вийшли шість лідерів. Коли «Дюнкерк» виходив 12-вузловою ходою на фарватер в нього влучили три снаряди. Перший снаряд потрапив у дах башти головного калібру № 2 над правою напівбаштою. Осколки броні чи снаряду запалили порохові картузи і вся прислуга «напівбашти» загинула в полум'ї та диму, але ліва «напівбашта» продовжувала стріляти. Другий снаряд вдарив поруч з двогарматною 130-мм баштою правого борту ближче до центру корабля. Він пробив 115-мм бронепалубу, дві протиосколкові перегородки та вибухнув у відсіку кондиціонерів і вентиляторів, знищивши відсік і всіх хто в ньому знаходився. Вибух пошкодив механізми машинного відділення № 1, що призвело до порушення подачі електроенергії, внаслідок чого вийшла з ладу система управління вогнем і носова башта перейшла на локальне управління.
Третій снаряд упав у воду поруч з правим бортом, пірнув під 225-мм пояс, пробив борт і вибухнув на протиторпедній переборці. Вибухом пошкодило броньовану палубу в районі КВ № 2 та МВ № 1. Був перебитий тунель правого борта для кабелів, виникла пожежа та вирив пари з температурою 350 °C у КВ № 3. Персонал котельного відділення отримав смертельні опіки. Внаслідок цих влучень швидкість Дюнкерка була би не більше 20 вузлів, а внаслідок втрати напруги правого борту прийшлося перейти на ручне керування кермом. О 17:10 Дюнкерк отримав наказ припинити вогонь, а о 17:11 наказ перейти до гавані Сен-Андре під захист форту Сайтом, де й приткнувся до мілини. Лідер «Могадор» отримав у корму 381-мм снаряд, що призвело до вибуху 16 розташованих там глибинних бомб. Корму відірвало і лідер вимушений був викинутися на мілину.
Британці відвернули на захід і поставили димову завісу. Тим часом «Страсбург» з п'ятьма лідерами пішов на прорив. «Лінкс» та «Тигр» відігнали глибинними бомбами англійський підводний човен «Протеус», що намагався вийти в атаку на «Страсбург». Сам лінкор відкрив сильний вогонь закриваючому вихід з гавані британському есмінцю «Реслер», примусивши його відійти. Французькі кораблі розвинули повний хід і направилися в Тулон. Біля мису Канастель до них приєдналися шість есмінців з Орана. В межах досяжності з'єднання був «Арк Ройял», але французи не скористалися з чудової нагоди. Натомість «Суордфіші» з 124-кг бомбами та «Скьюа» з британського авіаносця намагалися атакувати «Страсбург». Влучень вони не досягли, а два пошкоджені «Суордфіші» на зворотному шляху впали в море. Ще один «Скьюа» був збитий французькими винищувачами, що намагалися атакувати британські кораблі.
«Худ» з есмінцями спробував наздогнати «Страсбург», але станом на 19:00 відстань між ними становила 44 000 м і не скорочувалися. Спроби провести ще дві торпедні атаки «Суордфішами», щоб призупинити французький лінкор, зазнали поразки. Погоня була припинена, бо Сомервілль вирішив не залишати «Веліент» та «Резолюшн» без захисту, до того ж нічний бій з великою кількістю есмінців та крейсерів був занадто ризикованим. З'єднання «Н» повернуло на Гібралтар, куди і повернулося 4 липня. «Страсбург» у супроводі лідерів о 20:00 4 липня прийшов у Тулон.
Тим часом на «Дюнкерку» йшли ремонтні роботи. 4 липня командувач військово-морськими силами в Північній Африці адмірал Естеве опублікував комюніке, в якому заявив, що пошкодження Дюнкерка незначні і будуть швидко виправлені. У відповідь на цю заяву британці 6 липня провели атаку літаками з авіаносця «Арк Роял». 12 торпедоносців «Суордфіш» у супроводі 12 винищувачів «Скьюа» вийшли в атаку на «Дюнкерк» трьома хвилями. Перша хвиля атаки о 6:28 не зустріла опору. Два торпедоносці першої хвилі завчасно скинули торпеди і вони вибухнули при ударі об мол. З трьох торпед з літаків другої хвилі одна торпеда потрапила в сторожовик «Тер Нев», що стояв біля правого борту «Дюнкерка». Сторожовик швидко потонув. Третя хвиля о 6:50 зустріла опір винищувачів. Одна з груп, яка заходила з правого борту, вимушена була скинути торпеди, що не завдали шкоди. Спроба другої групи з лівого борту була успішнішою. Одна торпеда потрапила в буксир «Естрелья». А друга вочевидь пройшла під кілем «Дюнкерка» і потрапила в кормову частину уламків «Тер Нев», викликавши детонацію сорока двох 100-кг глибинних бомб.
Внаслідок вибуху в обшивці правого борту утворилася пробоїна довжиною близько 40 метрів. Була розірвана протиторпедна переборка та затоплені всі відсіки за нею. Корабель отримав сильний крен на правий борт, але на щастя ліг на ґрунт. На глибокій воді таке пошкодження привело б до загибелі корабля. 8 серпня 1940 він був стягнутий з мілини. Ремонтні роботи на «Дюнкерку» просувалися досить повільно і лише 19 лютого 1942 в повній таємниці він вийшов у море і о 23:00 20 лютого прибув у Тулон.

### Тулон та затоплення флоту
Після приходу в Тулон Дюнкерк поставили в один з сухих доків, але роботи через брак коштів велися дуже повільно. Справний «Страсбург» протягом 1941—1942 року був флагманом адмірала Женсуля. За браком палива він здійснював лише короткі походи в районі Тулону.
8 листопада 1942 союзники висадилися в Північній Африці. За кілька днів французькі гарнізони припинили опір а кораблі здалися. Гітлер наказав окупувати південну Францію і на світанку 27 листопада в Тулон увійшли німецькі танки. Французькі кораблі отримали наказ затопитися. Екіпаж «Страсбурга» встановив підривні заряди і корабель відійшов від причальної стінки. Були відкриті кінгстони, а корабель оперезали вибухи. Корабель сів на дно, занурившись на 2 метри в мул. Верхню палубу вкривав чотириметровий шар води.
«Дюнкерк» стояв в сухому доці, тому до його підриву підішли ретельніше. Було підірвано все цінне: гармати, турбіни, далекоміри, радіоустаткування, оптичні прилади тощо. Після підриву зарядів були відкриті кінгстони та відчинені ворота доку. Таким чином була виконана обіцянка адмірала Дарлана, яку він дав 18 червня 1940 в Бордо представникам британського флоту. Як він і обіцяв, жоден французький корабель не дістався неушкодженим противнику. На дно в Тулоні пішли 3 лінкора, 7 крейсерів, 32 лідерів та есмінців, 16 підводних човнів, гідроавіатранспорт та 18 дрібніших суден.

### Завершення кар'єри

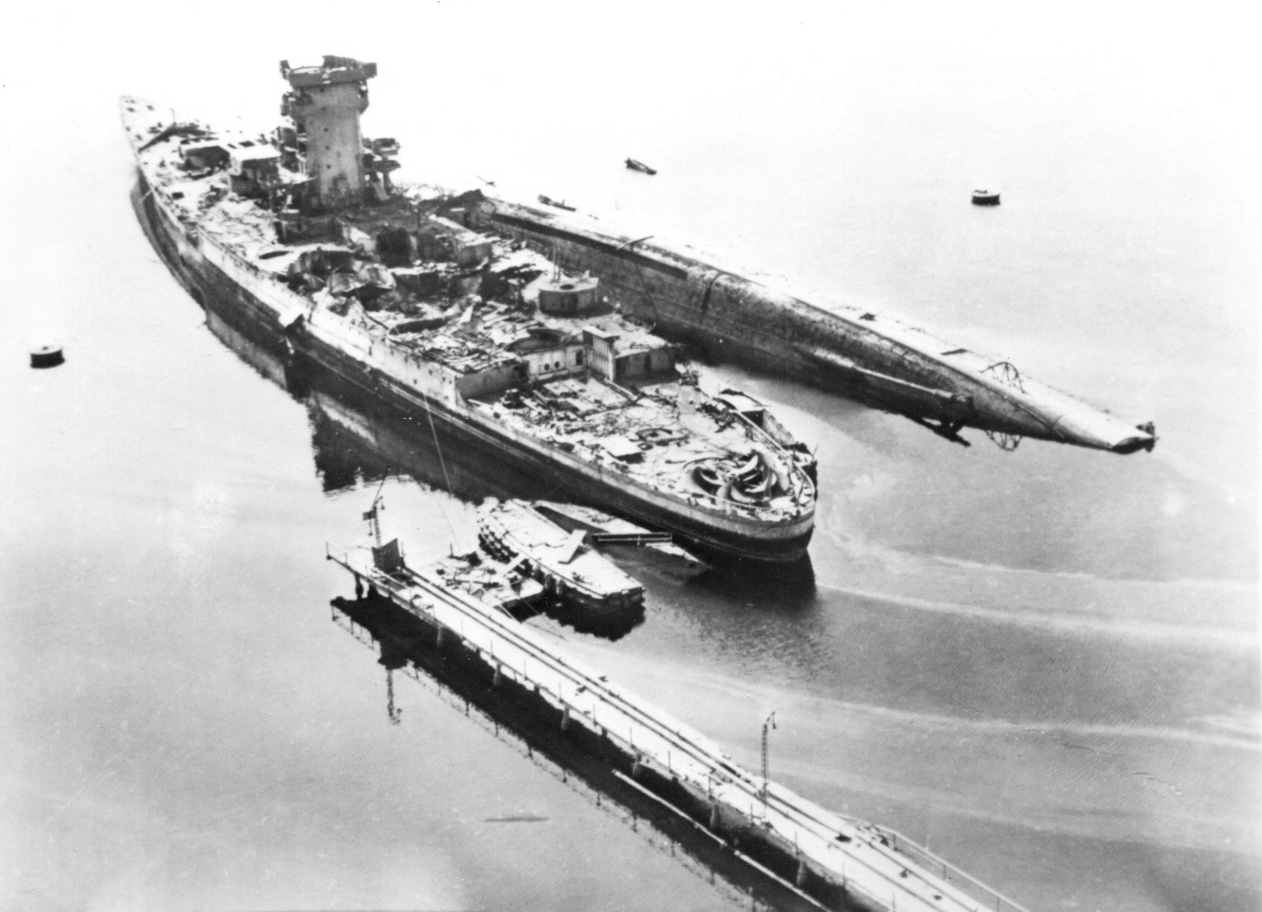
«Страсбург» після бомбардування 18 серпня 1944

Підйомом кораблів в Тулоні займалися італійці. За думкою французів в намірах італійців було не стільки поповнити свій флот, скільки зробити неможливим використання французами свого флоту в майбутньому. Після підйому з кораблів знімалося вціліле устаткування, броня, катапульти й вирушали до Італії. «Страсбург» було піднято 17 липня 1943 й з нього зняли катапульту, розібрали на брухт надбудову та зняли броню з однієї башти. З «Дюнкерка» було знято бойову рубку, трубопроводи, кабелі, арматуру. Для звільнення доку у нього був відрізаний ніс, але після одного з бомбардувань союзної авіації док був знову пошкоджений і італійці покинули ці спроби. Щоб довести «Дюнкерк» до невідновлюваного стану італійцями з нього були зрізані навіть стволи 330-мм гармат.
Щоб уникнути бомбардувань піднятий «Страсбург» був переведений у бухту Лазара. 18 серпня 1944 року перед висадкою союзників у Тулоні 36 американських літаків Б-25 скинули на «Страсбург» та «Ла Галисіонер», що знаходився поряд, 44 454-кг бомби загального призначення та 108 454-кг напівбронебійних. Кораблі стояли без озброєння, лише з невеличкою кількістю німецьких військових на борту. У «Страсбург» потрапили 7 бомб і він ліг на ґрунт.
Після звільнення Франції були спроби відновити піднятий у 1946 році «Страсбург». Але через його великі ушкодження та нестачу коштів було вирішено його не відновлювати. Корпус «Страсбурга» було використано для дослідів з підводними вибухами. А 27 травня 1955 його рештки були продані на злам за 458 мільйонів франків (1,2 мільйони доларів). Те що залишилося від «Дюнкерка» вивели з доку одразу після закінчення війни. 15 вересня 1955 року він був виведений з ладу флоту. Його було продано на злам 30 вересня 1958 році за 253 мільйони франків.

## Оцінка проєкту
Лінкори типу «Дюнкерк» стали першими швидкісними лінкорами у світі. Ці кораблі були новаторськими та мали багато нововведень, але загальну слабкість проєкту обумовила обмежена водотоннажність. Їхній дизайн був оригінальним і на думку всіх учасників коронаційних святкувань 1937 року на Спітхедському рейді дуже красивим. Вперше у світі головна артилерія була розташована в чотиригарматних баштах, розташованих в носовій частині корпусу. За умов виконання покладеної на «Дюнкерк» задачі — переслідування «кишенькових лінкорів» — таке розташування було ідеальним та давало можливість зекономити довжину броньової цитаделі. На практиці ж при зіткненні з потужнішими швидкісними лінкорами таке розташування було недуже доцільним. При прориві з Мерс-ель-Кебіру «Страсбург», переслідуюмий «Худом» не мав змоги відповідати на вогонь британського лінійного крейсера, бо в кормовому секторі мав лише 130-мм гармати.
Допоміжна артилерія також вперше у світі стала універсальною. Таке рішення крім французів змогли пізніше втілити в метал лише британці та американці. Але реалізація цього передового задуму була дуже невдала. Важкі броньовані директори та сильноброньовані 130-мм башти були дуже важкі і неповороткі, що, докупи з низькою скорострільністю гармат, робило зенітний вогонь малоефективним. Зенітні 37-мм автомати також були неефективні та нечисленні. Але останній недолік мали капітальні кораблі усіх країн світу на початку війни й він виправлявся установкою додаткової кількості автоматів.
225-мм нахильні плити «Дюнкерка» мали вертикальний еквівалент 283 мм. Цієї товщини було достатньо проти 280-мм гармат німецьких «кишенькових лінкорів», на які вона і розраховувалась. Хоча це було і більше, ніж 273 мм пояс у попереднього типу «Бретань», але вона була тонше, ніж у найкращих лінкорів часів Першої світової війни й недостатньою для бою з повноцінним лінкорами. 283-мм борт «Страсбурга» з еквівалентом 340 мм більше відповідав «лінкорному стандарту».
На відміну від лінкорів Першої світової війни у «Дюнкерка» було досить сильне горизонтальне бронювання розраховане на протистояння бомбам та снарядам на великих дистанціях бою. Хоча деякі фахівці відмічали, що для більшої ефективності товщини палуб повинно було підібрати навпаки. Замість товстої верхньої бронепалуби треба було розмістити тонку палубу, що буде зводити детонатори бомб та здирати бронебійні ковпачки зі снарядів. А нижня палуба повинна бути найтовщою, щоб витримувати основний удар. Бронювання башт головного калібру було досить сильним, але використання для даху цементованої броні вважалося невиправданим. Якщо б була використана гомогенна броня у Мерс-ель-Кебірі права піднесена напівбашта Дюнкерка після попадання з «Худа» броня даху була б прогнута, але не дала б осколків і найімовірніше не вийшла б з ладу.
Для своєї водотоннажності «Дюнкерк» мав дуже гарний протиторпедний захист. Досить глибокий, з чергуванням порожніх та заповнених водою чи нафтою відсіків та використанням водовідштовхуваючого матеріалу він був дуже надійним. Фахівці завжди відмічали його ефективність, хоча деякі і критикували за використання водовідштовхуючого матеріалу, що унеможливило використання контрзатоплення відсіків для вирівнювання крену при ушкодженнях.
Родзинкою проєкту була висока швидкість — 30 вузлів. Також прекрасними були мореплавство та дальність плавання.

## Порівняння з аналогами
Спеціалістами виділяються кілька поколінь лінкорів, що взяли участь у Другій світовій війні. У війну майже всі країни-учасники вступили лише з модернізованими лінкорами часів Першої світової війни. Зі швидкісних лінкорів до 1939 року стали до ладу лише французькі «Дюнкерк» і «Страсбург» та німецькі «Шарнхорст» і «Гнейзенау» приблизно однакової з французькими водотоннажності. Лінкори з повним використанням 35 000-т ліміту Вашингтонської угоди — «Кінг Джордж V», «Бісмарк», «Літторіо», «Вашингтон» та «Саут Дакота» добудовувались вже за часів війни. Лише дві країни — Японія та США змогли у часи війни побудувати лінкори без обмежень — швидкісну «Айову» та гігантський «Ямато».

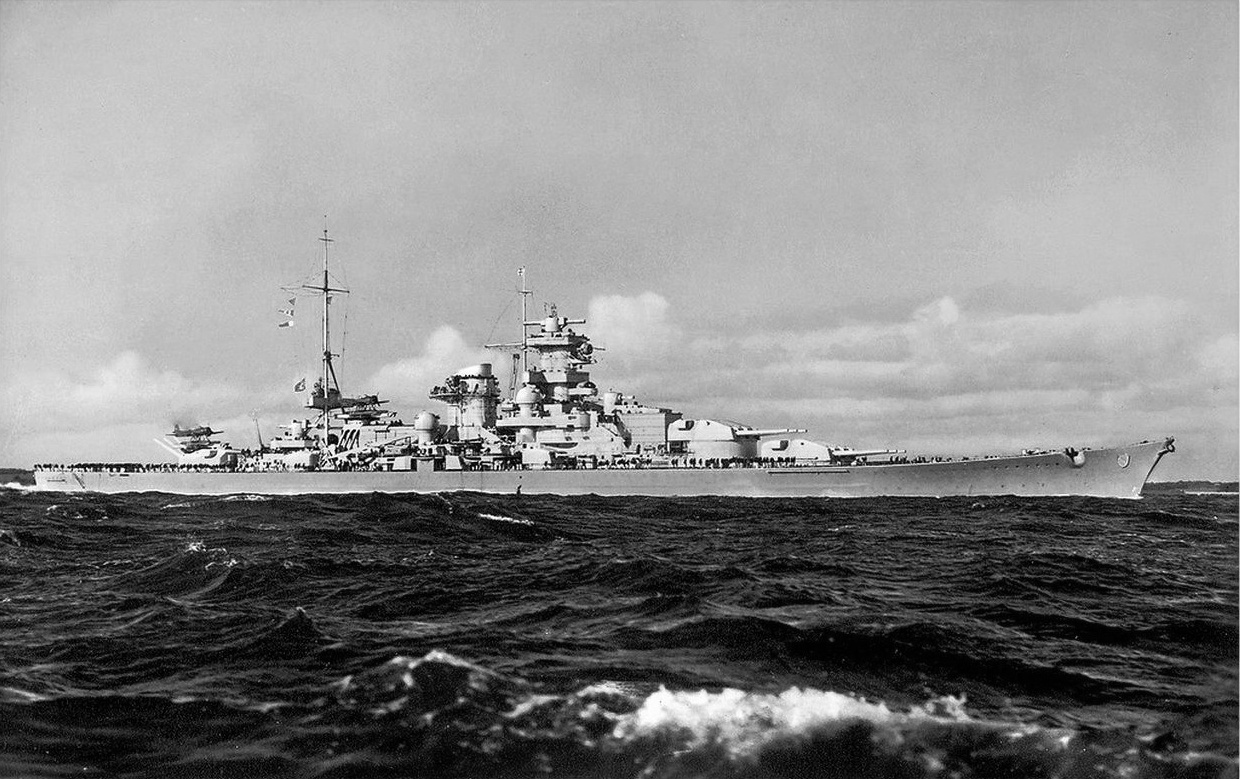
Німецький лінійний корабель «Шарнхорст» у 1939 році

При порівнянні з іншими швидкісними лінкорами «Дюнкерк» програвав їм усім, окрім «Шарнхорста». Німецький лінкор мав таку ж швидкість й не суттєво меншу дальність плавання, та незбалансоване співвідношення сильного захисту та слабкої артилерії. Вертикальний захист у нього був дуже сильним — 350-мм пояс та 100—110 мм скіс броньової палуби не пробивався навіть 460-мм гарматами «Ямато».
Головного калібру «Шарнхорста» у 283-мм було замало для повноцінного лінкора, але він мав змогу пробивати тонкий борт «Дюнкерка» на відстані до 16,5 км. На відміну від «Дюнкерка», допоміжна 150-мм артилерія не мала можливості вести зенітний вогонь. А ефективність 100-мм зеніток виявилася недостатньою. Протиторпедний захист німецького лінкора був дуже слабким — його глибина на міделі була лише 4,5 м, на відміну від 7 м у «Дюнкерка».
При очній дуелі на близьких відстанях перевага була на боці «Шарнхорста» з його товстим поясом, на великій відстані — у «Дюнкерка», завдяки важчому снарядові. При порівнянні ж з пізнішими швидкісними лінкорами обидва ці типи були заслабкими. Тому деякі спеціалісти завдяки високій швидкості відносять їх до лінійних крейсерів, на кшталт британського «Ріпалса» і «Рінауна» та японського «Конго». При цьому французькі лінкори були збалансованішими. Особливо «Страсбург», який при деякій натяжці можна було порівняти з британським «Кінг Джордж V» з його 356-мм гарматами та 381-мм поясом.
| Характеристика                                      | «Дойчланд»                                                    | «Шарнхорст»                                                          | «Прованс»                                            | «Дюнкерк»                                          | «Кавур»                                                      | «Літторіо»                                                                         | «Конго»                                       | «Кінг Джорд 5»                                |
| --------------------------------------------------- | ------------------------------------------------------------- | -------------------------------------------------------------------- | ---------------------------------------------------- | -------------------------------------------------- | ------------------------------------------------------------ | ---------------------------------------------------------------------------------- | --------------------------------------------- | --------------------------------------------- |
| Країна                                              | Німеччина                                                     | Німеччина                                                            | Франція                                              | Франція                                            | Італія                                                       | Італія                                                                             | Японія                                        | Велика Британія                               |
| Рік будови (рік перебудови)                         | 1933                                                          | 1939                                                                 | 1915                                                 | 1937                                               | 1915 (1937)                                                  | 1940                                                                               | 1913 (1935)                                   | 1940                                          |
| Водотоннажність стандартна, т                       | 10 600                                                        | 32 100                                                               | 22 189                                               | 26 500                                             | 26 400                                                       | 40 724                                                                             | 31 720                                        | 36 727                                        |
| Розміри ДхШхО                                       | 188×20,7×7,3                                                  | 235,4×30×9,9                                                         | 166×26,9×9,8                                         | 215,14×31,08×9,6                                   | 186,4×28,6×10,4                                              | 237,8×32,8×9,6                                                                     | 222,5×29,3×9,7                                | 227,1×31,4×9,9                                |
| Тип СУ                                              | дизель                                                        | ПТУ                                                                  | ПТУ                                                  | ПТУ                                                | ПТУ                                                          | ПТУ                                                                                | ПТУ                                           | ПТУ                                           |
| Потужність СУ, к.с.                                 | 56 800                                                        | 160 000                                                              | 43 000                                               | 111 000                                            | 75 000                                                       | 128 200                                                                            | 136 000                                       | 110 000                                       |
| Максимальна проєктна швидкість (на іспитах), вузлів | 28                                                            | 31,5                                                                 | 21,4                                                 | 29,5 (31,06)                                       | 27 (28)                                                      | 30 (31,3)                                                                          | ?(30,5)                                       | 28                                            |
| Дальність плавання, миль (на швидкості, вузлів)     | 19 000 (18)                                                   | 7100 (19)                                                            | 7000 (10)                                            | 16 400 (17)                                        | 6400 (13)                                                    | 4700 (14)                                                                          | 10 000 (18)                                   | 15 600 (10)                                   |
| Озброєння                                           |                                                               |                                                                      |                                                      |                                                    |                                                              |                                                                                    |                                               |                                               |
| Головний калібр                                     | 2×3 — 283-мм/52                                               | 3×3 — 283-мм/54,5                                                    | 5×2 340-мм/45                                        | 2×4 330-мм/52                                      | 2×3 та 2×2-320-мм/44                                         | 3×3 — 381-мм/50                                                                    | 4×2 — 356-мм/45                               | 1×2 та 2×4 — 356-мм/45                        |
| Допоміжне та зенітне озброєння                      | 8×1 — 150-мм/55 3×2 — 88-мм/76 4×2 — 37-мм/83 10×1 — 20-мм/65 | 4×2 та 4×1 — 150-мм/55 7×2 — 105-мм/65 8×2 — 37-мм/83 8×1 — 20-мм/65 | 14×1 — 138-мм/40 8×1 — 75-мм/60 4×1 та 2×4 — 13,2-мм | 2×2 та 3х4 — 130-мм/45 5х2 — 37-мм/60 8х4 — 13,2мм | 6×2 — 120-мм/50 4×2 — 100-мм/47 6×2 — 37-мм/54 6×2 — 13,2-мм | 4×3 — 152-мм/55 4×1 — 120-мм/4 12×1 — 90-мм/50 8x2 та 4×1— 37-мм/54 8×2 — 20-мм/65 | 14×1 — 152-мм/60 4×2 — 127-мм/40 10×2 — 25-мм | 8×2 — 133-мм/50 4×8 — 40-мм/56 6×1 — 20-мм/70 |
| Торпедне                                            | 2×4 — 533-мм ТА                                               | —                                                                    | —                                                    | —                                                  | —                                                            | —                                                                                  | —                                             | -                                             |
| Авіаційне                                           | 1 катапульта 2 літаки                                         | 1 катапульта 3 літаки                                                | —                                                    | 1 катапульта 3 літаки                              | —                                                            | 1 катапульта 3 літаки                                                              | 1 катапульта 3 літаки                         | 1 катапульта 2 літаки                         |
| Бронювання, мм                                      |                                                               |                                                                      |                                                      |                                                    |                                                              |                                                                                    |                                               |                                               |
| Борт                                                | 80                                                            | 270                                                                  | 330                                                  | 228                                                | 250                                                          | 70+280+36+25                                                                       | 203                                           | 381                                           |
| Палуба                                              | 18+45                                                         | 350                                                                  | 45                                                   | 170                                                | 80-100                                                       | 110-162                                                                            | 80-120                                        | 149                                           |
| Рубка                                               | 140                                                           | 350                                                                  | 314                                                  | 350                                                | 260                                                          | 280                                                                                |                                               | 114                                           |
| Лоб башти                                           | 140                                                           | 360                                                                  | 250—400                                              | 330                                                | 280                                                          | 350                                                                                | 229                                           | 324                                           |
| Барбет                                              | 125                                                           | 350                                                                  | 270                                                  | 310                                                | 280                                                          | 350                                                                                | 229                                           | 343                                           |